# Centrarthra albinotata
Centrarthra albinotata là một loài bướm đêm trong họ Noctuidae.